# Edith Frank-Holländer

Edith Frank-Holländer

Edith Frank-Holländer, geb. Holländer, (* 16. Januar 1900 in Aachen; † 6. Januar 1945 im KZ Auschwitz-Birkenau) war ein deutsches Opfer des Holocaust. Bekanntheit erlangte sie als Mutter von Margot und Anne Frank.

## Leben

### Zeit bis 1942

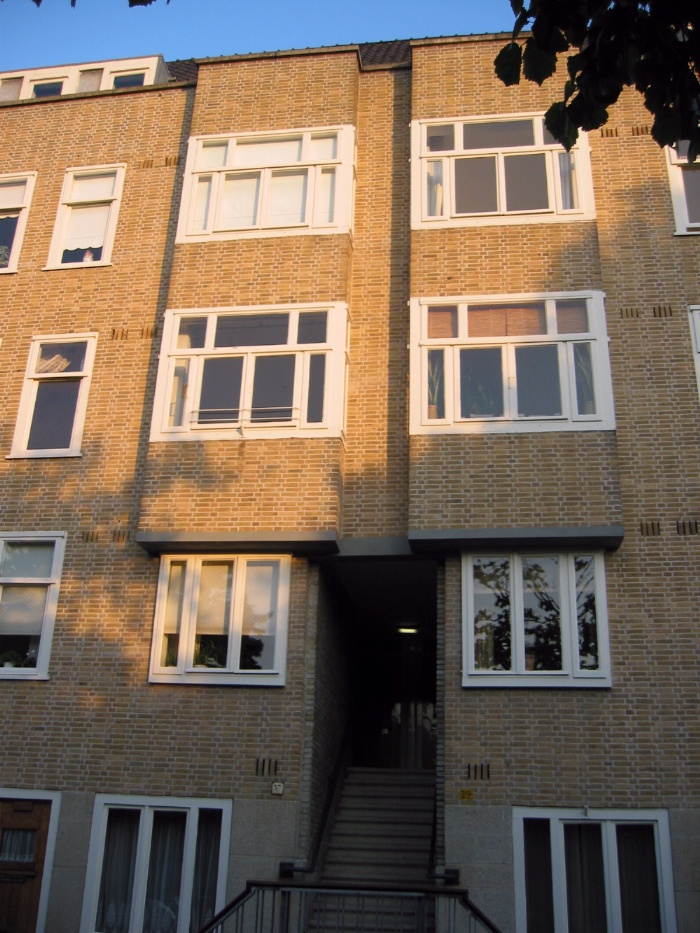
Wohnhaus am Merwedeplein 37

Edith Holländer wurde als jüngstes von vier Kindern des Kaufmanns Abraham Holländer und der Rosa Stern in Aachen geboren. Ihre Vorfahren lebten in den Niederlanden und siedelten um 1800 nach Deutschland über. Ihr Vater war „ein prominentes Mitglied der jüdischen Gemeinde Aachens“ und auch Frank-Holländer war religiös erzogen worden. Unter den Habseligkeiten, die sie 1942 in das Versteck im Hinterhaus mitnahm, befand sich auch ihr Gebetbuch. Die Familie Holländer war wohlhabend, Ediths Vater besaß einen erfolgreichen Altmetallhandel. Frank-Holländer besuchte in Aachen die Evangelische Höhere Töchterschule, die noch heute existierende Viktoriaschule, die sie 1916 mit dem Abitur abschloss. Nach dem Abitur arbeitete Edith ein paar Jahre im Familienbetrieb, spielte Tennis mit ihren Freundinnen und las viel. Am 12. Mai 1925 heiratete sie in der Aachener Synagoge den elf Jahre älteren Bankierssohn Otto Frank. Sie zog aus ihrem Elternhaus aus und wohnte mit ihrem Mann zunächst in seinem Elternhaus am Frankfurter Beethovenplatz. Nach der Geburt der Tochter Margot im Jahr 1926 bezog die Familie Mitte 1927 eine Mietwohnung am Frankfurter Marbachweg 307. Im Jahr 1929 kam die zweite Tochter Annelies Marie, genannt Anne, zur Welt.
Nach der „Machtergreifung“ im Januar 1933 siedelte Frank-Holländer mit ihren Töchtern zunächst nach Aachen zu ihrer Familie über und folgte ihrem Mann im Herbst 1933 nach Amsterdam, wo sie eine Wohnung auf dem Merwedeplein 37 bezogen. Margot folgte im Dezember 1933 und Anne im Februar 1934. Für Frank-Holländer bedeutete die Flucht in die Niederlande eine schwierige Zeit. Sie lebte getrennt von ihren in Deutschland zurückgebliebenen Verwandten, in deutlich beengteren Verhältnissen, ohne die bisherige Haushaltshilfe, die in ihren Kreisen zur damaligen Zeit üblich war, und sprach kein Niederländisch. Einen Sprachkurs brach sie vorzeitig ab. Anne Frank erwähnte noch 1942 in ihrem Tagebuch, dass ihre Mutter „ein fürchterliches Niederländisch spr[i]ch[t]“. Mit ihrer Tochter Margot besuchte Edith regelmäßig die liberale Synagoge Amsterdams. Manchmal unternahm Frank-Holländer Reisen, so zusammen mit der Familie im Dezember 1935 zu Otto Franks Verwandten in die Schweiz, im Sommer 1936 mit ihren Töchtern nach Sils Maria und etwas später im Jahr allein nach Frankfurt am Main zum Besuch einer Freundin.
Engen Kontakt hielt sie vor allem zu ihrer Mutter Rosa Holländer, die in Aachen geblieben war. Bereits während der Novemberpogrome 1938 waren Frank-Holländers Brüder Julius und Walter Holländer verhaftet worden. Während man Julius Holländer als Kriegsveteran kurze Zeit später freiließ, wurde der Unternehmer Walter Holländer in das KZ Sachsenhausen deportiert. Im Dezember 1938 wurde er in die Niederlande ausgewiesen, wo er in einem Flüchtlingslager in einfachsten Umständen lebte. Erst im Dezember 1939 durfte er in die USA ausreisen. Seine Handelsgesellschaft B. Holländer wurde im Januar 1939 auf Grundlage der 1938 in Kraft getretenen Verordnung zur Ausschaltung der Juden aus dem deutschen Wirtschaftsleben aufgelöst. Julius Holländer gelang 1939 ebenfalls die Ausreise in die USA. Rosa Holländer gehörte zu den wenigen, die im März 1939 in die Niederlande ausreisen durften. Sie lebte hier im Haushalt von Frank-Holländer und verstarb am 29. Januar 1942 an Krebs. Sie wurde auf dem Friedhof der jüdischen Gemeinde in Hoofddorp beigesetzt.
Im Mai 1940 besetzten deutsche Truppen die Niederlande in den ersten Tagen des Westfeldzuges. Die Besatzungsmacht führte immer mehr antisemitische Gesetze ein. Otto Frank versuchte die Ausreise der Familie in die USA zu organisieren, aber seine Bemühungen scheiterten.

### Die Zeit im Hinterhaus

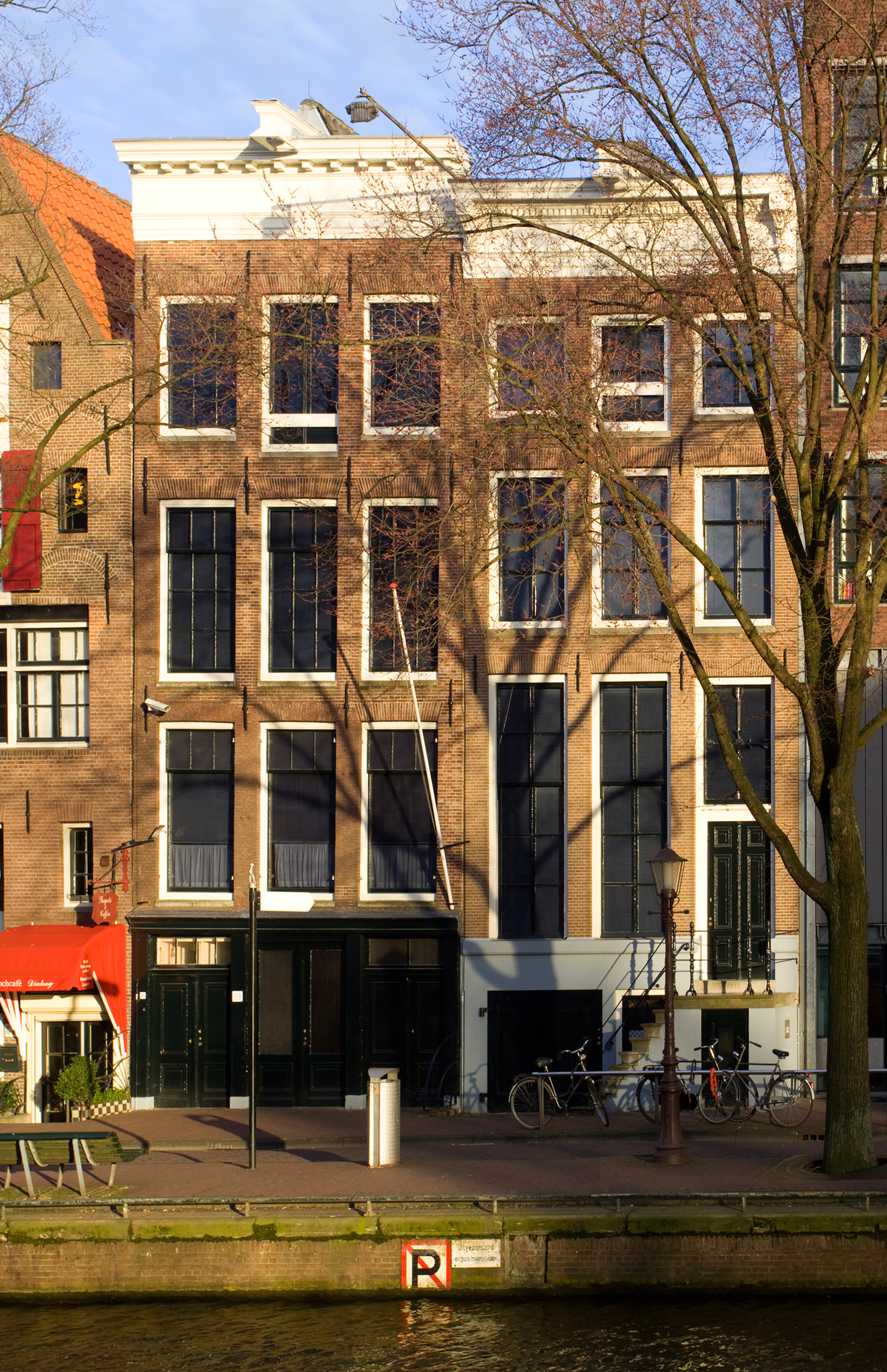
Prinsengracht 263, in dessen Hinterhaus sich Edith Frank-Holländer versteckte

Als im Sommer 1942 die systematischen Deportationen von Juden aus den Niederlanden anfingen, hatte Otto Frank schon ein Versteck vorbereitet. Am 5. Juli 1942 nahm Edith Frank-Holländer die an Margot Frank adressierte Zwangsverpflichtung zum Arbeitseinsatz in Deutschland entgegen. In Abwesenheit ihres Mannes informierte sie die befreundete Familie van Pels, dass die Familien nun schnellstmöglich untertauchen müssten, auch wenn das bereits im Frühjahr 1942 angelegte Versteck im Hinterhaus der Firma Otto Franks noch nicht fertig sei. Anne und Margot Frank erklärte sie, dass der Aufruf Otto Frank gelte. Am 6. Juli 1942 tauchte Frank-Holländer mit ihrem Mann und ihren beiden Töchtern unter. Später kamen die Familie van Pels und zuletzt der Zahnarzt Fritz Pfeffer dazu.
Die Zeit im Hinterhaus war für Frank-Holländer schwer. „Mir fiel auf, wie unverändert matt und gedrückt Edith Frank in diesen ersten Tagen [des Untertauchens] war“, so Miep Gies in ihren Erinnerungen, in denen sie Frank-Holländer als „freundlich, ordentlich, sehr still, aber eine scharfe Beobachterin, der so schnell nichts entging“, beschrieb. Frank-Holländer wurde in den Monaten des Verstecktseins mehr als andere Bewohner des Hinterhauses schwermütig und pessimistisch. „Edith Frank nahmen schlechte Nachrichten am meisten mit. Als der Winter [1942] herannahte, versank sie allmählich in immer tiefere Niedergeschlagenheit. […] Keine noch so verheißungsvolle Meldung vermochte auch nur den leisesten Hoffnungsschimmer in ihr zu erwecken […] für sie existierte nur der lange dunkle Tunnel, doch keinerlei Lichtschein am Horizont“, so Helferin Miep Gies in ihren Erinnerungen.

### Verrat und Tod
Am 4. August 1944 wurden die acht Untergetauchten verraten. Frank-Holländer wurde zusammen mit ihrer Familie in die Haftanstalt in der Weteringschans überführt und von dort in das Durchgangslager Westerbork verbracht, wo sie zum ersten Mal mit Lenie de Jong-van Naarden zusammenkam. Sie beschrieb Frank-Holländer später als „eine ganz besondere Frau“: „Sie kümmerte sich sehr um ihre Kinder. Sie war immer mit den Mädchen beschäftigt“. Am 3. September 1944 wurden die acht Untergetauchten nach Auschwitz deportiert, wo Frank-Holländer mit ihren Töchtern von den Männern der Gruppe separiert und ins Frauenlager Auschwitz-Birkenau gebracht wurde. Sie blieben dort stets zu dritt, wie Bloeme Evers-Emden, die Margot und Anne Frank vom Jüdischen Lyzeum in Amsterdam kannte, rückblickend beschrieb:

„Sie waren immer zu dritt, Mutter und Töchter. Was man dem ‚Hinterhaus‘ [gemeint ist das Tagebuch] vielleicht an Unfrieden entnehmen kann, das war durch die existenzielle Not weggefallen, sie waren immer zu dritt und haben sich gegenseitig ganz bestimmt viel Halt gegeben. […] Dadurch, daß sie sich gegenseitig eine Stütze waren, haben sie sich am Leben erhalten können – auch wenn niemand gegen Flecktyphus ankommt.“

Und Lenie de Jong-van Naarden schrieb über Frank-Holländers Zeit in Auschwitz-Birkenau zusammen mit ihren Töchtern: „Frau Frank hat sich in der Zeit, in der wir in Auschwitz waren – ungefähr zwei Monate – große Mühe gegeben, ihre Kinder am Leben zu halten, bei ihnen zu bleiben, sie zu beschützen.“ Als Anne Ausschlag bekam und in den „Krätzeblock“ verlegt wurde, ging Margot freiwillig mit zu ihr. Frank-Holländer wiederum gab in dieser Zeit die geringen Brotrationen über ein selbstgegrabenes Loch unter der Holzwand der Krankenbaracke an ihre Töchter weiter. Anderen Berichten zufolge stahl sie sogar Essen für ihre kranken Töchter. Während Anne und Margot Frank Ende Oktober 1944 in das KZ Bergen-Belsen deportiert wurden, blieb Edith Frank-Holländer als einzige der acht Untergetauchten im Frauenlager Auschwitz-Birkenau zurück.
In dieser Zeit freundete sie sich mit Rosa de Winter an, die 1945 in ihren Erinnerungen an das Lager schrieb: „Ständig Selektionen … Edith, eine gute Bekannte, ist auch bei mir, sie musste zwei Töchter hergeben, 15 und 18 Jahre. Wir trösten einander und werden Freundinnen, wir bereiten uns auf das Schlimmste vor … Edith und ich sind immer zusammen“. Im November 1944 wurde Frank-Holländer krank und bekam hohes Fieber. Trotz der Angst, bei einer Selektion durch Josef Mengele vergast zu werden, ließ sie sich von Rosa de Winter in die Krankenbaracke bringen. Als de Winter später selbst erkrankte, riss der Kontakt ab. Anfang Januar 1945 wurden in de Winters Krankenbaracke neue Patienten gebracht. „Plötzlich erkenne ich Edith, sie kommt aus einer anderen Krankenabteilung. Sie ist nur noch ein Schatten. Einige Tage danach stirbt sie, völlig entkräftet“, so Rosa de Winter.
Nach Ende des Zweiten Weltkriegs und der Befreiung der Konzentrationslager traf de Winter auf der Rückreise auf Otto Frank, dem sie vom Tod seiner Frau berichtete.

## Darstellung im Tagebuch
Anne Frank gab allen Bewohnern des Hinterhauses in ihrem Tagebuch neue Namen. Aus Edith Frank-Holländer wurde so Nora (Aulis) Robin. In ihrem Tagebuch betonte sie die Harmonie zwischen ihren Eltern, erwähnte die Auseinandersetzungen zwischen Frank-Holländer und Auguste van Pels sowie Szenen, in denen Frank-Holländer sie gemeinsam mit Otto Frank gegen Kritik von van Pels verteidigte.
In weiten Teilen des Tagebuchs stellt Anne Frank jedoch ihr gespanntes Verhältnis zur Mutter dar. Während sie zu ihrem Vater Otto ein gutes Verhältnis hatte, kam es zwischen ihr und Frank-Holländer schon vor der Zeit im Versteck zu Auseinandersetzungen. Im August 1942, wenige Wochen nach Beginn der Zeit im Hinterhaus, notierte Anne Frank in ihrem Tagebuch: „Mama hat mir heute morgen wieder eine elende Predigt gehalten. Wir sind immer genau gegenteiliger Meinung. Papa ist ein Schatz, auch wenn er mal fünf Minuten auf mich böse ist“, und im September 1942 folgte die Feststellung „Ich habe eine ganz andere Natur als Margot und Mutter, sie sind so fremd für mich.“
Eine Möglichkeit, sich in der Phase der Pubertät räumlich zurückzuziehen und so Konflikten aus dem Weg zu gehen, gab es für Mutter und Tochter nicht. Anne Franks Tagebuch diente daher wesentlich als Ventil, so schrieb sie nach einem Streit mit ihrer Mutter:

„Ich habe Papi endlich gesagt, daß ich ‚ihn‘ viel lieber habe als Mutter. Daraufhin hat er gesagt, daß das schon wieder vorbeigehen würde, aber das glaube ich nicht. Mutter kann ich nun mal nicht ausstehen, und ich muß mich mit Gewalt zwingen, sie nicht immer anzuschnauzen und ruhig zu bleiben. Ich könnte ihr glatt ins Gesicht schlagen. Ich weiß nicht, wie es kommt, daß ich so eine schreckliche Abneigung gegen sie habe.“

Otto Frank berichtete viele Jahre später, dass Frank-Holländer mit „mütterlichem Verständnis“ auf Anne Franks Ablehnung reagiert habe, die sie ihm gegenüber als vorübergehende und der Pubertät zuzuschreibende Phase betrachtete. Sie war daher froh, dass sich Anne Frank wenigstens ihrem Vater anvertraute, auch wenn sie unter der Zurückweisung ihrer Tochter litt.
Phasenweise kamen Mutter und Tochter besser miteinander aus, „doch vertraulich sind wir nie“, so Anne Frank in einem Tagebucheintrag am 5. November 1942. Zwei Tage später schrieb sie: „Ich bin das genaue Gegenteil von ihr, und deshalb prallen wir natürlich aufeinander. Ich urteile nicht über ihren Charakter, denn darüber kann ich nicht urteilen, ich betrachte sie nur als Mutter. Für mich ist sie eben keine Mutter.“
Ihr Idealbild einer Mutter notierte Anne Frank am 24. Dezember 1943: „[Ich] denke … bei allem, was ich tue und was ich schreibe, daß ich später für meine Kinder die Mutter sein will, wie ich sie mir vorstelle. Die Mams, die nicht alles so ernst nimmt, was dahingesagt wird, und doch ernst nimmt, was von mir kommt.“ Gleichzeitig sah sie für sich einen vollkommen anderen Lebensentwurf vor als den ihrer Mutter:

„Ich kann mir nicht vorstellen, daß ich so leben muß wie Mutter, Frau van Daan und all die anderen Frauen, die ihre Arbeit machen und später vergessen sind. Ich muß neben Mann und Kindern etwas haben, dem ich mich ganz widmen kann! O ja, ich will nicht umsonst gelebt haben wie die meisten Menschen.“

Erst spät nahm sie die Bemühung ihrer Mutter um sie zu Kenntnis, wenn sie sie auch ablehnte: „Peter und ich vermissen beide eine Mutter. Seine ist zu oberflächlich, flirtet gern und kümmert sich nicht viel um Peters Gedanken. Meine bemüht sich zwar um mich, hat aber keinen Takt, kein Feingefühl, kein mütterliches Verständnis.“ An anderer Stelle heißt es widersprüchlich dazu: „Mutter ist gegen mich und ich bin gegen sie. […] Mutter ist traurig, weil sie mich noch lieb hat, ich bin überhaupt nicht traurig, weil sie für mich erledigt ist.“
Auch die im Tagebuch beschriebene Aggressivität Anne Franks gegenüber ihrer Mutter legte sich. Im März 1944 notierte Anne: „Ich möchte vor allem Frieden bewahren und weder streiten noch klatschen. Bei Vater und Margot ist das nicht schwierig, bei Mutter schon. Deswegen ist es sehr gut, daß sie mir manchmal auf die Finger klopft.“ Wichtig war für sie nicht zuletzt auch, äußerlich weitgehend Frieden zu bewahren: „Ich will Mutter gar nicht auf die Idee bringen, daß es in einem ihrer Sprößlinge ganz anders aussieht, als sie sich das vorstellt. Sie wäre völlig verblüfft und wüßte doch nicht, wie sie die Sache anders anpacken soll.“

## Rezeption

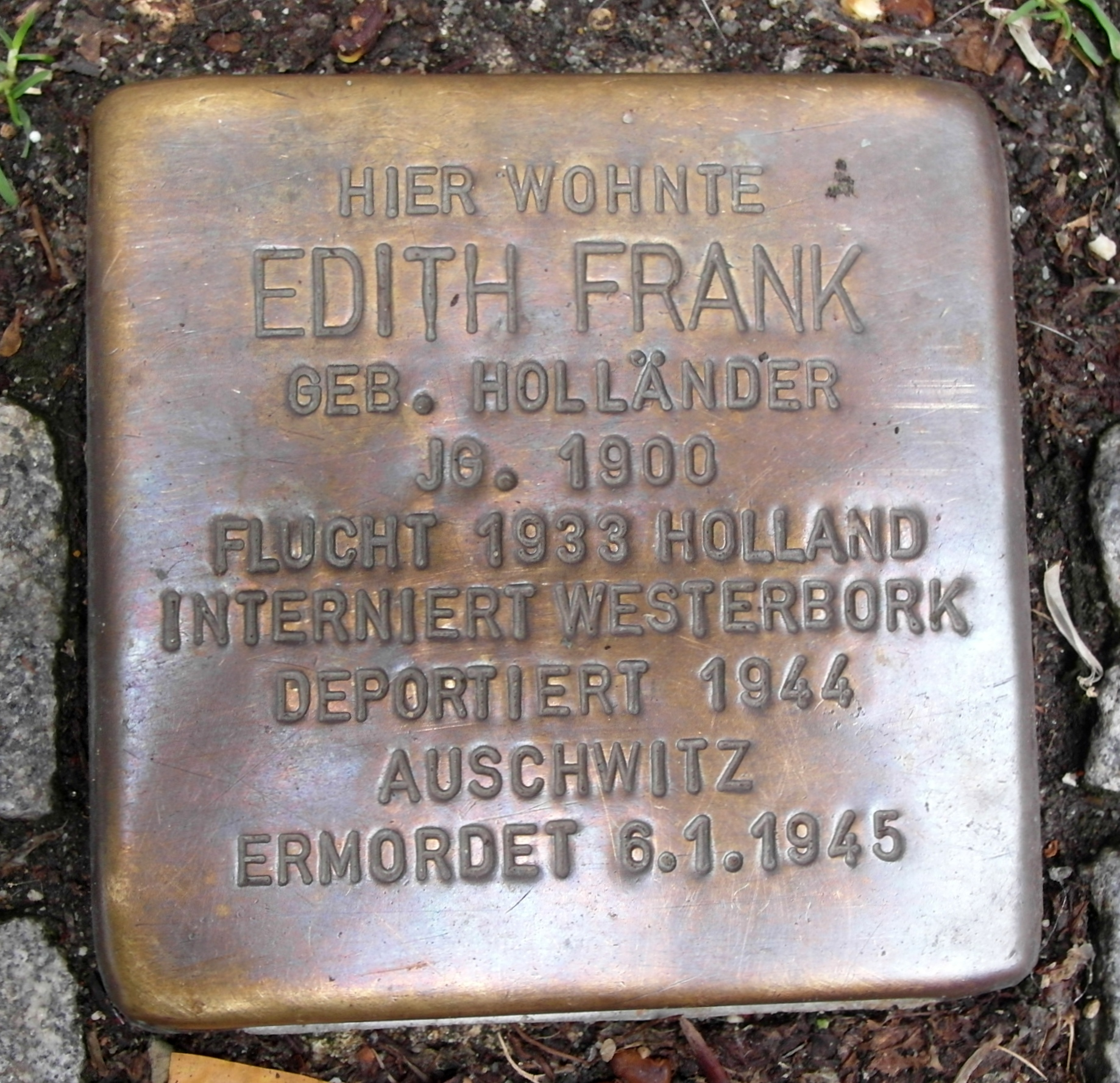
Stolperstein für Edith Frank-Holländer in Aachen

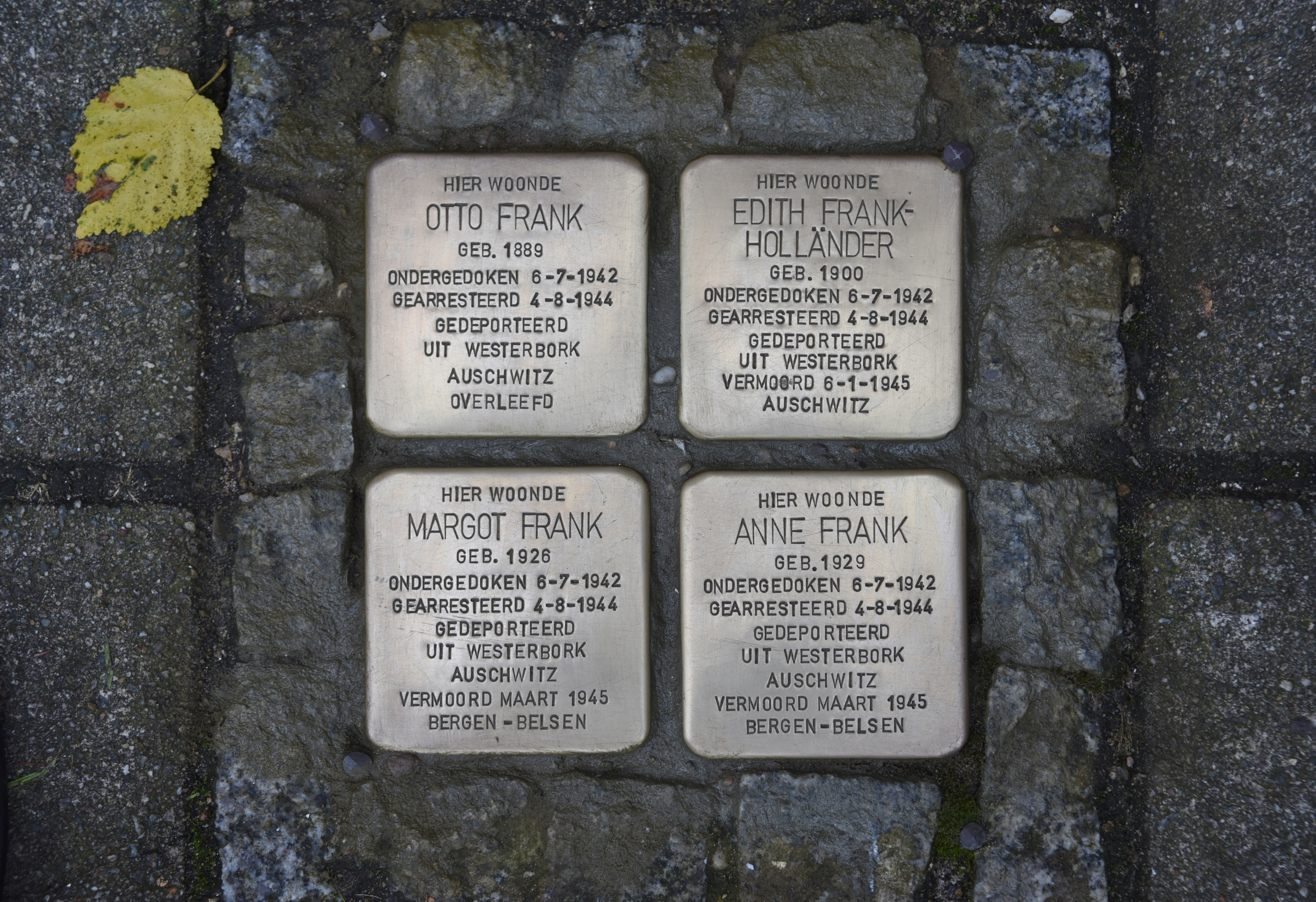
Stolpersteine für Familie Frank in Amsterdam

Während sich das publizistische und öffentliche Interesse wesentlich auf Anne und ihren Vater Otto Frank bezog, wurden andere Untergetauchte wie Fritz Pfeffer und Edith Frank-Holländer lange Zeit nur im Kontext des Tagebuches rezipiert und bewertet. Da dabei nur selten Anne Franks Lebens- und Entwicklungshintergrund berücksichtigt wurde und Otto Frank nach Kriegsende kaum über seine Frau und ältere Tochter Margot sprach, entstand für die Öffentlichkeit ein negativ verzerrtes Bild von Frank-Holländer.
Erstmals unternahm Melissa Müller in ihrem Buch Das Mädchen Anne Frank den Versuch, „der Mutter und ihren Wurzeln endlich die Wichtigkeit beizumessen, die sie für Anne und ihre Entwicklung ohne Zweifel hatte“.
In Edith Frank-Holländers Heimatstadt Aachen erinnern seit 2009 vor der letzten frei gewählten Wohnung am Pastorplatz 1 im Gehweg eingelassene Stolpersteine an das Schicksal der Familie Frank. Im Februar 2015 wurden auch an ihrem letzten offiziellen Wohnort in Amsterdam Stolpersteine für Anne Frank, ihre Schwester Margot und ihre Eltern Edith und Otto verlegt.

## Edith Frank-Holländer im Film
Das Tagebuch der Anne Frank wurde mehrfach verfilmt. Folgende Darstellerinnen übernahmen die Rolle Frank-Holländers in den Verfilmungen:
- 1959: Das Tagebuch der Anne Frank (The Diary of Anne Frank) – Gusti Huber
- 1967: Das Tagebuch der Anne Frank (The Diary of Anne Frank) – Lilli Palmer
- 1980: Das Tagebuch der Anne Frank (The Diary of Anne Frank) – Joan Plowright
- 1985: Het dagboek van Anne Frank – Truus de Selle
- 1987: Das Tagebuch der Anne Frank (The Diary of Anne Frank) – Elizabeth Bell
- 1988: Mein Leben mit Anne Frank (The Attic: The Hiding of Anne Frank) – Eleanor Bron
- 1995: Anne no nikki – Fumie Kashiyama
- 2001: Anne Frank (Anne Frank: The Whole Story) – Tatjana Blacher
- 2009: The Diary of Anne Frank – Tamsin Greig
- 2014: Meine Tochter Anne Frank – Bettina Scheuritzel
- 2016: Das Tagebuch der Anne Frank – Martina Gedeck